# Niels Vorthoren
Niels Vorthoren est un footballeur néerlandais né le 21 février 1988 à Werkendam.

## Biographie

### Statistiques par saison
| Saison    | Club              | Pays     | matchs | buts | Compétition    |
| --------- | ----------------- | -------- | ------ | ---- | -------------- |
| 2006-2007 | Willem II Tilburg | Pays-Bas | 0      | 0    | Eredivisie     |
| 2007-2008 | Willem II Tilburg | Pays-Bas | 19     | 0    | Eredivisie     |
| 2008-2009 | Willem II Tilburg | Pays-Bas | 13     | 1    | Eredivisie     |
| 2009-2010 | FC Den Bosch      | Pays-Bas | 31     | 5    | Eerste divisie |
| 2010-2011 | FC Den Bosch      | Pays-Bas | 33     | 8    | Eerste divisie |
| 2011-2012 | SBV Excelsior     | Pays-Bas | 17     | 0    | Eredivisie     |
| 2012-2013 | SBV Excelsior     | Pays-Bas | 28     | 3    | Eerste divisie |

## Palmarès
Vierge